# Sinagoga de Versalles
La Sinagoga de Versalles (en francès: Synagogue de Versailles) es troba en el número 10, del carrer Albert Joly de Versalles, en el departament de Yvelines, França. És una de les sinagogues més antigues de la regió de l'illa de França. Fou construïda entre 1884 i 1886 per l'arquitecte Alfred-Philibert Aldrophe (1834-1895), va ser inaugurada en 1886. Des d'un punt de vista arquitectònic, és una sinagoga asquenazita d'estil clàssic, amb ornaments romans d'Orient.